# Barban
Barban (N-3-chlorofenylokarbaminian 4-chloro-2-butynylu, ClC6H4NHCOOCH2C≡CCH2Cl) – fitotoksyczny bojowy środek trujący, stosowany też jako herbicyd do ochrony zbóż.
Jest bezbarwnym, bezwonnym ciałem stałym o temperaturze topnienia ok. 76–77 °C.
Dawki rzędu 3 kg/ha niszczą uprawy (szczególnie warzywne) i pastwiska. Trwałość po wniknięciu w glebę – 2-3 miesięcy.

## Otrzymywanie
Barban można otrzymywać w reakcji m-chlorofenyloizocyjanianu z 1-chloro-2-butyn-4-olem:
oraz w reakcji chloromrówczanu 4-chlorobut-2-ynolu z 3-chloroaniliną: